# Hammond (Maine)
Hammond ist eine Town im Aroostook County des Bundesstaates Maine in den Vereinigten Staaten. Sie liegt in der Nähe der Grenze zu Kanada. Im Jahr 2020 lebten dort 91 Einwohner in 64 Haushalten auf einer Fläche von 101,5 km². Aufgrund seiner geringen Bevölkerungszahl besitzt Hammond keine eigene Gemeindeverwaltung, sie erfolgt daher vom nahen Houlton.

## Geographie
Nach dem United States Census Bureau hat Hammond eine Gesamtfläche von 101,48 km², von der 101,16 km² Land sind und 0,31 km² aus Gewässern bestehen.

### Geographische Lage
Die Town Hammond liegt im Südosten des Aroostook Countys, in der Nähe der Grenze zu Kanada. Im Südwesten liegt der B Lake, es gibt noch einige weitere, kleinere Fasserflächen. Das Gebiet der Town wird von kleineren Bächen durchzogen. Die Oberfläche ist eher eben, die höchste Erhebung ist der 286 m hohe Carmichael Ridge im Nordwesten von Hammond.

### Nachbargemeinden
Alle Entfernungen sind als Luftlinien zwischen den offiziellen Koordinaten der Orte aus der Volkszählung 2010 angegeben.
- Norden: Unorganized Territory, Central Aroostook, 27,4 km
- Nordosten: Monticello, 14,8 km
- Osten: Littleton, 14,6 km
- Südosten: Houlton, 15,2 km
- Süden: Ludlow, 2,6 km
- Südwesten: Smyrna, 14,6 km
- Westen: Unorganized Territory, Central Aroostook, 27,4 km

### Klima
Die mittlere Durchschnittstemperatur in Hammond liegt zwischen −11,7 °C (11° Fahrenheit) im Januar und 18,3 °C (65° Fahrenheit) im Juli. Damit ist der Ort gegenüber dem langjährigen Mittel der USA um etwa 10 Grad kühler. Die Schneefälle zwischen Oktober und Mai liegen mit über fünfeinhalb Metern knapp doppelt so hoch wie die mittlere Schneehöhe in den USA, die tägliche Sonnenscheindauer liegt am unteren Rand des Wertespektrums der USA.

## Geschichte
Die Ursprüngliche Bezeichnung des Gebietes lautete Township Letter B, Second Range West of the Easterly Line of the State (TBR2 WELS). Zuerst organisiert wurde das Gebiet am 21. November 1885, dies wurde am 5. März 1895 bestätigt. Zur Town erhoben wurde Hammond im Jahr 1977.

### Einwohnerentwicklung
| Volkszählungsergebnisse – Town of Hammond, Maine | Volkszählungsergebnisse – Town of Hammond, Maine | Volkszählungsergebnisse – Town of Hammond, Maine | Volkszählungsergebnisse – Town of Hammond, Maine | Volkszählungsergebnisse – Town of Hammond, Maine | Volkszählungsergebnisse – Town of Hammond, Maine | Volkszählungsergebnisse – Town of Hammond, Maine | Volkszählungsergebnisse – Town of Hammond, Maine | Volkszählungsergebnisse – Town of Hammond, Maine | Volkszählungsergebnisse – Town of Hammond, Maine | Volkszählungsergebnisse – Town of Hammond, Maine |
| Jahr                                             | 1800                                             | 1810                                             | 1820                                             | 1830                                             | 1840                                             | 1850                                             | 1860                                             | 1870                                             | 1880                                             | 1890                                             |
| ------------------------------------------------ | ------------------------------------------------ | ------------------------------------------------ | ------------------------------------------------ | ------------------------------------------------ | ------------------------------------------------ | ------------------------------------------------ | ------------------------------------------------ | ------------------------------------------------ | ------------------------------------------------ | ------------------------------------------------ |
| Einwohner                                        |                                                  |                                                  |                                                  |                                                  |                                                  |                                                  |                                                  |                                                  | 87                                               | 109                                              |
| Jahr                                             | 1900                                             | 1910                                             | 1920                                             | 1930                                             | 1940                                             | 1950                                             | 1960                                             | 1970                                             | 1980                                             | 1990                                             |
| Einwohner                                        | 116                                              | 115                                              | 132                                              | 95                                               | 108                                              | 120                                              | 94                                               | 73                                               | 73                                               | 93                                               |
| Jahr                                             | 2000                                             | 2010                                             | 2020                                             | 2030                                             | 2040                                             | 2050                                             | 2060                                             | 2070                                             | 2080                                             | 2090                                             |
| Einwohner                                        | 98                                               | 118                                              | 91                                               |                                                  |                                                  |                                                  |                                                  |                                                  |                                                  |                                                  |

## Wirtschaft und Infrastruktur

### Verkehr
Hammond ist nicht an die größeren Schnellstraßen des Bundesstaates Maine angeschlossen. Die einzigen Straßen auf dem Gebiet der Town sind lokale Straßen.

### Öffentliche Einrichtungen
Hammond besitzt keine eigene Bücherei. Die nächstgelegene Bücherei ist die Cary Library in Holton.
Das nächstgelegene Krankenhaus für die Bewohner von Hammond befindet sich in Holton.

### Bildung
Hammond gehört mit der Houlton, Littleton und Monticello zum Maine School Administrative District No. 29.
Im Schulbezirk werden den Schulkindern mehrere Schulen angeboten:
- Houlton Elementary School in Houlton (PreK- 2)
- Southside School in Houlton (3–5)
- Houlton Middle/High School in Houlton (6–12)